# Həzi Aslanov (stanice metra v Baku)
Həzi Aslanov je konečná stanice linky 1 a linky 2 metra v Baku. Nachází se jižně od stanice Əhmədli.
Stanice byla uvedena do provozu 10. prosince 2002. Stanice byla pojmenována na počest sovětského válečného velitele Həzi Aslanova.

## Historie
V 80. letech 20. století byla zahájena výstavba stanice metra Komsomol, ale po rozpadu Sovětského svazu se práce zastavily. V roce 1993 byla z iniciativy ázerbájdžánského prezidenta Hejdara Alijeva zahájena jednání o nalezení zdrojů financování investice, která však nebyla úspěšná.
Teprve v roce 2001 se Ázerbájdžánu podařilo vyjednat s Evropskou unií přidělení 4,5 milionu eur na výstavbu stanice. Na výstavbu tunelů byly státem vyčleněny prostředky ve výši 5,5 miliardy manatů. Většinu přidělených prostředků spotřeboval nákup stavebního vybavení.